# Николлс, Стэн
Стэн Николлс (англ. Stan Nicholls; род. 1949, Лондон) — писатель в жанре фэнтези, известный серией книг об орках, где те представлены весьма положительными существами.

## Биография
Стэн Николлс родился в 1949 году в Лондоне (Великобритания). Начал работать с 17 лет. Был сотрудником, а потом и помощником управляющего Лондонского отделения Библиотеки Конгресса, редактором журнала, менеджером книжного магазина (таких как «Bookends» в Лондоне и «Dark They Were And Golden Eyed», являвшимся крупнейшим в Европе книжным магазином жанра научной фантастики и комиксов в 1970-е годы), журналистом (The Guardian, the Independent, The Daily Mirror, Time Out, Sight and Sound, Rolling Stone, SFX, и другие). С 1973 года Стэн Николлс сотрудничал как редактор с такими издательствами, как «Penguin», «Rider Books», «Sphere Books», «Pan Books», «Random House», «Orbit» и литературным агентством «Carnell». С 1976 года начал работать на сеть книжных магазинов «Forbidden Planet’s» в должности главного менеджера, помогал в открытии филиала в Нью-Йорке; в настоящее время занимает должность консультанта. Помимо писательской и издательской работы, Стэн Николлс занимался преподаванием на литературно-журналистских курсах в Лондонском университете и в Вестминстерском институте образования взрослых. В качестве редактора и копирайтера принимал участие в ряде крупных рекламных кампаний, в том числе и для агентства «Saatchi & Saatchi».
Как считает сам Николлс, его литературная деятельность началась в 1981 году. Известный уже к тому времени журналист, он начал писать детские книги, участвовал в создании комиксов и новеллизаций. Самым его популярными считаются книги цикла «Орки» (трилогии «Орки: Первая кровь» (Orcs: First Blood), «Орки: Дурная кровь» (Orcs: Bad Blood)) и «Колесница магии» (трилогия англ. The Quicksilver Trilogy, в США публикуется как англ. The Dreamtime Trilogy).
Оригинальный по задумке и воплощению цикл героической фэнтези «Орки» примечателен нестандартным взглядом на каноны фэнтези: у Николлса главные герои, орки, — воплощение положительных качеств, полную противоположность которым представляют эльфы.
После смерти Дэвида А. Геммела, Стэн Николлс инициировал вопрос учреждения новой литературной награды — Мемориальной премии Дэвида Геммела (David Gemmell Memorial Award), которая войдет в число регалий Британского общества фэнтези (BFS). Однако, окончательное решение не принято до сих пор, и премия носит неофициальный статус, хотя идею поддержали множество поклонников фэнтези и авторов жанра.
В настоящее время Стэн проживает с женой (англ. Anne Nicholls — психотерапевт, автор нескольких книг по самоанализу) в Уэст-Мидлендс и выполняет обязанности помощника редактора в «The Science Fiction Club» — интернет-службе новостей, рецензий и обзоров от компании-провайдера LineOne. Что примечательно, редактором работает его жена, под псевдонимом англ. Anne Gay.

## Награды
- Первые два романа цикла «Орки: первая кровь» (Хранители Молнии и Легион Грома) были удостоены премии British Fantasy Awards в 1999 году.[8]
- На фестивале Trolls & Legendes Архивная копия от 26 февраля 2009 на Wayback Machine, проходившем 7-8 апреля 2007 года в Монсе, Бельгия, Николлс был награждён за вклад в литературу жанра (Le’Fantastique Lifetime Achievement Award for Contributions to Literature).[9]
- В 2008 году Weapons of Magical Destruction был номинирован на премию Дэвида Геммела как лучший фантастический роман.[10]